# Marlieux
Marlieux ist eine französische Gemeinde im Département Ain in der Region Bourg-en-Bresse. Sie gehört zum Arrondissement Bourg-en-Bresse und zum Gemeindeverband Dombes.

## Lage
Die Gemeinde Marlieux liegt am Renon im Zentrum der seenreichen Landschaft Dombes, 20 Kilometer südwestlich von Bourg-en-Bresse und 28 Kilometer nordöstlich von Lyon. Allein auf dem Gemeindegebiet von Marlieux befinden sich ca. 20 Fischteiche, von denen die Étangs des Vavres mit über 30 ha die derzeit größten sind. Sie grenzt im Nordwesten und im Norden an Saint-Germain-sur-Renon, im Nordosten an Saint-Paul-de-Varax, im Osten an Saint-Nizier-le-Désert, im Süden an Le Plantay, im Südwesten an Villars-les-Dombes und im Westen an La Chapelle-du-Châtelard. Marlieux hat einen Bahnhalt (Marlieux Châtillon) an der Bahnstrecke Lyon-Saint-Clair–Bourg-en-Bresse und wird im Regionalverkehr von Zügen des TER Auvergne-Rhône-Alpes bedient.

## Bevölkerungsentwicklung
| Jahr                       | 1962 | 1968 | 1975 | 1982 | 1990 | 1999 | 2010 | 2021 |
| Einwohner                  | 624  | 641  | 632  | 679  | 633  | 677  | 887  | 1182 |
| Quellen: Cassini und INSEE |      |      |      |      |      |      |      |      |

## Sehenswürdigkeiten

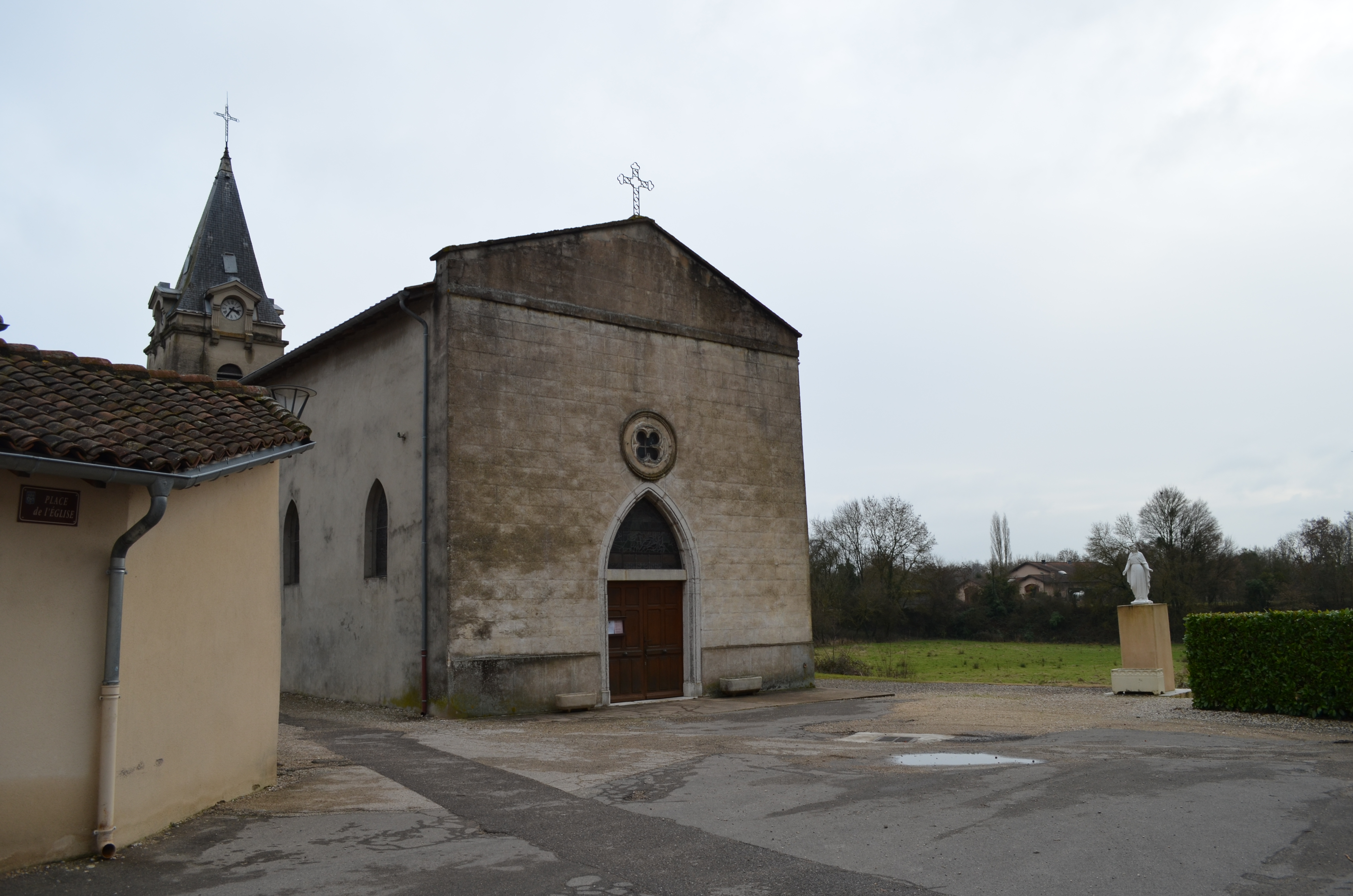
Kirche Saint-Pierre-aux-Liens
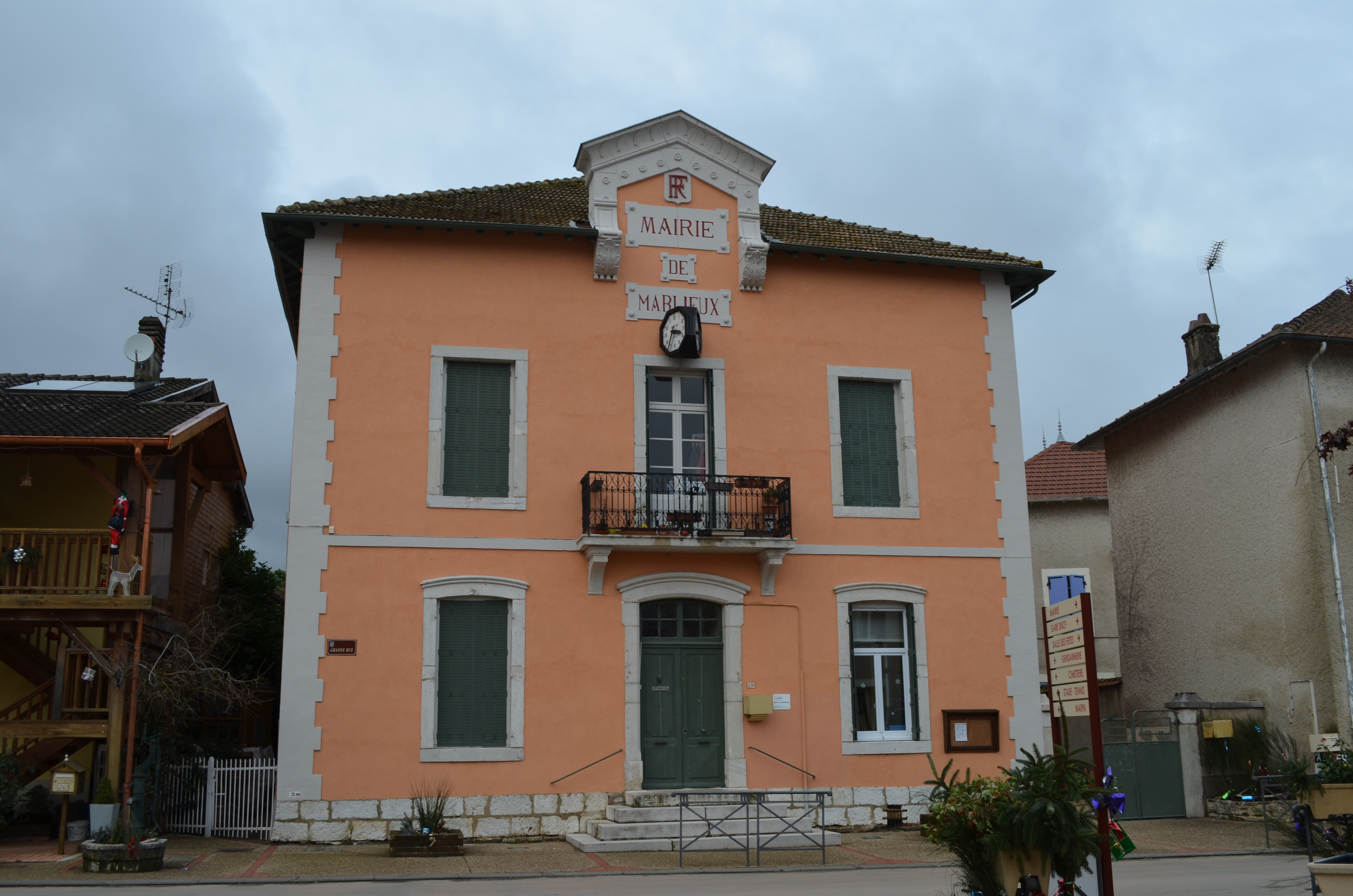
Ehemalige Mairie
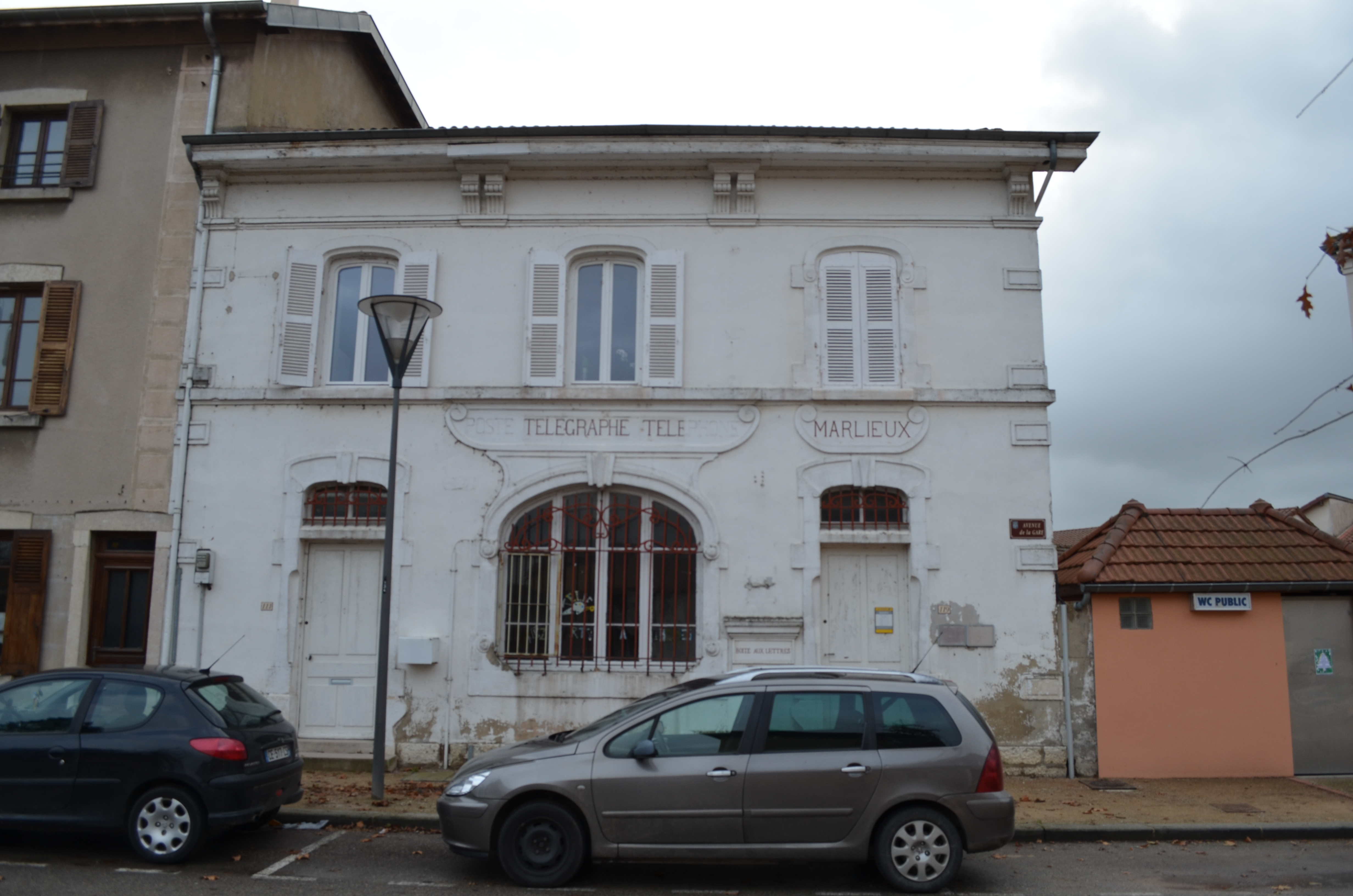
Poststelle
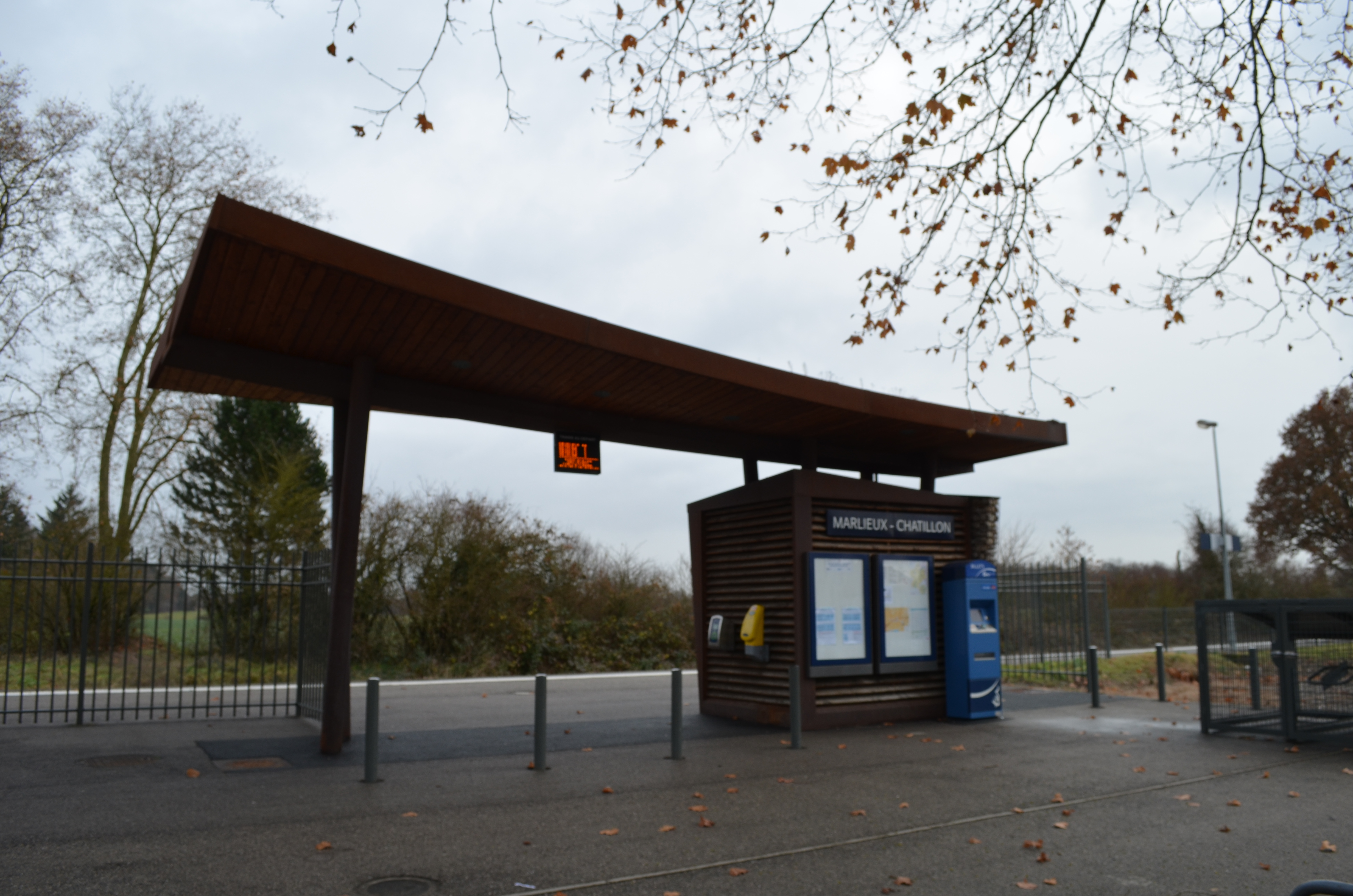
Bahnhof Marlieux - Châtillon
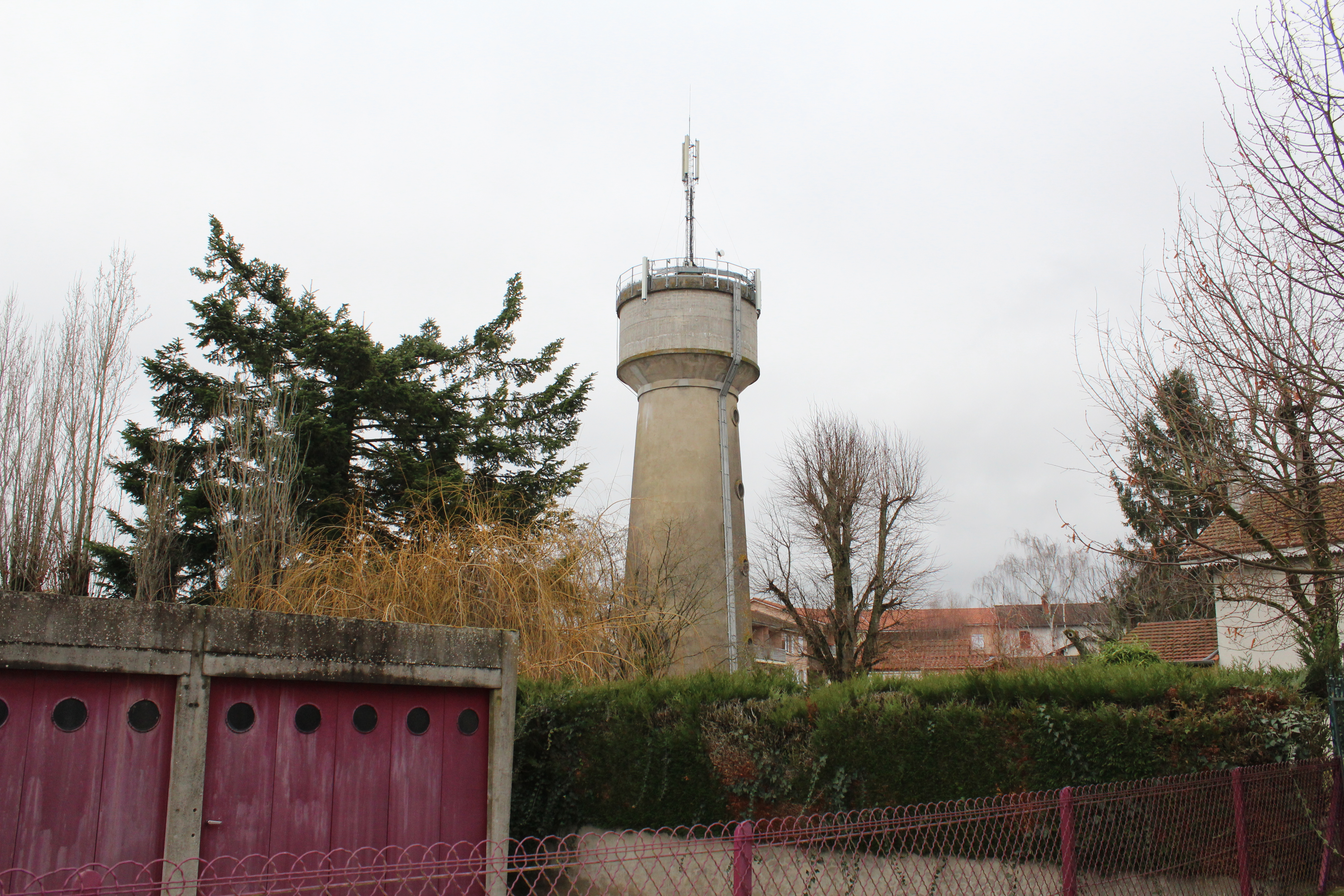
Wasserturm
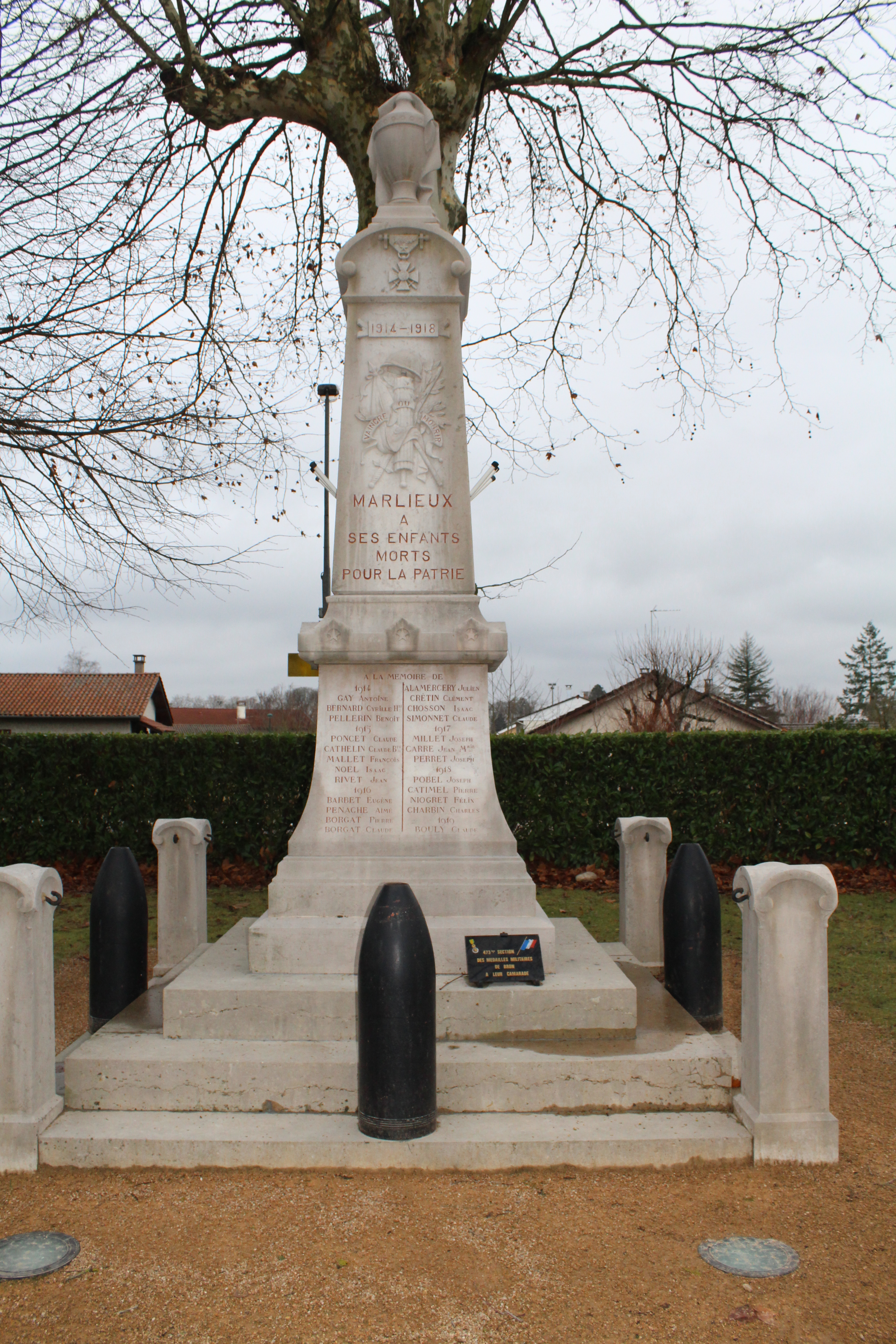
Gefallenendenkmal

- Kirche Saint-Pierre-aux-Liens
- Ehemalige Mairie
- Poststelle
- Bahnhof Marlieux - Châtillon
- Wasserturm
- Gefallenendenkmal